# Институт Европы РАН
Институ́т Евро́пы Росси́йской Акаде́мии нау́к — научное учреждение в составе Отделения глобальных проблем и международных отношений РАН, специализирующееся на комплексном изучении Европы.

## История
Создание в системе Академии наук СССР специализированного института, который занялся комплексным изучением проблем Европы, было связано с приходом к власти в СССР Михаила Горбачёва и последовавшим изменением внешнеполитического курса страны. В октябре 1985 года Генеральный секретарь ЦК КПСС М. С. Горбачев в ходе своего первого заграничного визита во Францию высказался в пользу более тесного сотрудничества между Советским Союзом и западноевропейскими странами. Отвечая на вопрос французских тележурналистов, Горбачёв обозначил контуры своей будущей концепции общеевропейского дома: «Мы живём в одном доме, хотя одни входят в этот дом с одного подъезда, другие — с другого подъезда. Нам нужно сотрудничать и налаживать коммуникации в этом доме». Во внешней политике СССР наметились качественные перемены, предвещавшие скорое окончание холодной войны. Начался процесс всестороннего расширения сотрудничества с государствами Европы. Их значение в системе внешнеполитических приоритетов неуклонно росло, набирали силу общеевропейские процессы.
Институт был основан в декабре 1987 года решением Президиума АН СССР с целью проведения междисциплинарных научных исследований по широкому кругу проблем Европы, а также для выполнения экспертных заключений для высших государственных органов страны. До этого времени в структуре Академии наук существовало несколько специализированных институтов, занимающихся изучением крупных регионов мира: Институт Африки (создан в 1959 году), Институт Латинской Америки (1961), Институт Дальнего Востока (1966), Институт США и Канады (1967). Европейские исследования в рамках Академии наук были разделены по идеологическому принципу. Изучением социалистических стран Европы занимались Институт экономики мировой социалистической системы и Институт международного рабочего движения. Капиталистическими странами Европы занимался Институт мировой экономики и международных отношений. В Институте информации по общественным наукам имелись отделы Западной и Восточной Европы.
В число сотрудников Института в разные годы входили: академик И. Д. Иванов, члены-корреспонденты РАН О. В. Буторина, М. Г. Носов, Т. Т. Тимофеев, В. П. Фёдоров и В. Н. Шенаев, профессора Е. В. Водопьянова, Н. А. Ковальский, В. М. Кудров, В. И. Назаренко, А. А. Синдеев, Д. Е. Фурман, Л. Н. Шишелина, А. А. Язькова и др.
В настоящее время Институт Европы является главным в России научным центром, ведущим междисциплинарные исследования по широкому кругу проблем Европы, её стран и регионов, европейской интеграции и европейской безопасности.
- C 1991 года при Институте Европы по соглашению с исполнительным органом Евросоюза — Европейской комиссией действует Информационный центр Европейского Союза[2].
- C 1992 года при Институте Европы действует общественная организация — Ассоциация европейских исследований (АЕВИС) которая стала организацией-соучредителем Всемирного объединения европейских исследований (ECSA WORLD[3]).
- C 2000 года издаётся журнал «Современная Европа»
- С 2015 года выходит электронный журнал «Аналитические записки Института Европы РАН»
- С 2018 года выходит электронный журнал «Научно-аналитический вестник Института Европы РАН»

### Директора
- акад. В. В. Журкин (1987—1999, затем почётный директор)
- акад. Н. П. Шмелёв (1999—2014)
- член-корр. Ал. Ан. Громыко (с 2014).